# Petrilo (voivoda)
Vojvoda Petrilo (em sérvio:  Војвода Петрило) foi um comandante militar (voivoda) do rei sérvio do século XI Constantino Bodino.

## História
Bodino foi coroado imperador da Bulgária em 1072 e partiu para conquistar os territórios búlgaros ocupados pelos bizantinos juntamente com Jorge, o Boitaco (na revolta conhecida como "Revolta de Jorge, o Boitaco").
Petrilo liderou um exército com 300 cavaleiros na direção da Macedônia e capturou Ácrida (Ohrid), onde o povo o recebeu como libertador, e Devol (Kavadarci), que se rendeu. Ele foi finalmente detido pelas tropas bizantinas e pela população local em Castória, que era governada por um general bizantino de origem búlgara que, depois de derrotá-lo, devolveu-o para a Dóclea.